# 경비정
경비정(警備艇)은 연안, 호수, 하천에서 밀수 등을 비롯한 각종 위법행위를 단속하는 데 사용하기 위한 목적으로 건조된 소형군함이다. 주로 해군과 해안경비대, 경찰 등에 사용된다. 처음에는 다른 용도로 쓰이던 선박을 경비정으로 개조한 적이 있었다. 특히 큰 것은 배수량이 300t 정도이나 일반적으로 15 - 50t이다. 추적을 위해서 속도가 빠르며, 투광기, 확성기, 구명구 등을 갖추고 있다. 나라에 따라서 기관총이나 함포 등 무기를 장착한 것도 있다.

## 참고 자료
- 이 문서에는 다음커뮤니케이션(현 카카오)에서 GFDL 또는 CC-SA 라이선스로 배포한 글로벌 세계대백과사전의 내용을 기초로 작성된 글이 포함되어 있습니다.